# Егоров, Андрей Игоревич
Андре́й И́горевич Его́ров (род. 21 сентября 1976, Москва) — российский писатель. Проживает в Москве.

## Биография
Родился 21 сентября 1976 года в Москве. Выпускник Московского Педагогического Университета имени Ленина. Впервые публиковался как поэт в журналах «Юность» и различных поэтических альманахах. Писательский дебют — 2002 год, роман «Путешествие Чёрного Жака». издательством «Армада» («Альфа-книга») опубликовало в 2003 и 2004 годах две части фэнтези-эпопеи «Шесть королевств»: «Стерпор» и «Вейгард». В 2003 году в том же издательство вышла совместная работа с Алексеем Пеховым в стиле постапокалиптика — «Последний завет». В феврале 2006 года издательство «Эксмо» опубликовало совместную работу с Евгением Гаркушевым — фантастические хронооперы «Заповедник» и «Балансовая служба». В 2006—2007 годах вышла трилогия «Космические каторжники», также совместно с Евгением Гаркушевым: «Космический капкан», «Бунт при Бетельгейзе» и «Межпланетная банда». В 2008 году в издательстве «Снежный ком» вышел сборник рассказов «Книга тёмной воды». В 2009 году издательством «Антей» опубликован роман «Вечный мент или Светоч справедливости».

## Книги
- Егоров А.И. Путешествие Чёрного Жака. — М.: Армада, Альфа-книга, 2002. — 444 с. — (Фантастический боевик). — 15 000 экз. — ISBN 5-93556-222-7.
- Егоров А.И. Стерпор / Рис. на переплёте О.Юдина. — М.: Армада, Альфа-книга, 2003. — 458 с. — (Фантастический боевик). — 13 500 экз. — ISBN 5-93556-279-0.
- Пехов А.Ю., Егоров А.И. Последний завет / Рис. на переплёте О.Юдина. — М.: Армада, Альфа-книга, 2003. — 443 с. — (Фантастический боевик). — 30 000 экз. — ISBN 5-93556-314-2.
- Егоров А.И. Вейгард. — М.: Армада, Альфа-книга, 2004. — 440 с. — (Фантастический боевик). — 13 000 экз. — ISBN 5-93556-346-0.
- Пехов А.Ю., Егоров А.И. Последний завет. — М.: Эксмо, 2005. — 512 с. — (Русская фантастика). — 15 000 экз. — ISBN 5-93556-346-0.
- Егоров А.И., Гаркушев Е.Н. Заповедник. — М.: Эксмо, 2006. — 480 с. — (Русский фантастический боевик). — 10 000 экз. — ISBN 5-93556-346-0.
- Егоров А.И., Гаркушев Е.Н. Космический капкан. — М.: Эксмо, 2006. — 448 с. — (Русский фантастический боевик). — 10 000 экз. — ISBN 5-93556-346-0.
- Егоров А.И., Гаркушев Е.Н. Бунт при Бетельгейзе. — М.: Эксмо, 2006. — 448 с. — (Русский фантастический боевик). — 10 000 экз. — ISBN 5-93556-346-0.
- Егоров А.И. Балансовая служба. — М.: Эксмо, 2006. — 480 с. — (Абсолютное оружие). — 9000 экз. — ISBN 5-699-14767-5.
- Егоров А.И., Гаркушев Е.Н. Межпланетная банда. — М.: Эксмо, 2007. — 416 с. — (Русский фантастический боевик). — 7000 экз.
- Андрей Егоров. Книга тёмной воды. — М.: Снежный ком, 2008. — 384 с. — ISBN 978-9984-816-01-2.
- Андрей Егоров. Дюжина межгалактических мерзавцев. — М., 2009.
- Андрей Егоров. Вечный мент, или Светоч справедливости. — М., 2009.